# Bruno Ubertini
Bruno Ubertini (Castel Goffredo, 4 luglio 1901 – Brescia, 25 febbraio 1973) è stato un veterinario italiano.

## Biografia
Nacque nel 1901 da una famiglia di agricoltori e frequentò i primi studi a Mantova, dove si diplomò geometra. Proseguì i suoi studi presso la facoltà di veterinaria dell'Università di Milano, dove si laureò nel 1923. Prestò servizio nel Regio Esercito come tenente veterinario, conseguendo poi il diploma di ufficiale sanitario.
Nel 1926 lavorò a Brescia come assistente nella Stazione sperimentale per le malattie infettive del bestiame. Si dedicò allo studio della microbiologia, pubblicando dal 1929 alcuni lavori, che gli permisero di arrivare nel 1931 alla libera docenza in quella materia. Ebbe la cattedra di microbiologia presso la facoltà di Veterinaria di Parma. Nel 1932 assunse la direzione della Stazione sperimentale, divenuta "Istituto Zooprofilattico Sperimentale" e quindi Istituto zooprofilattico sperimentale della Lombardia e dell'Emilia Romagna "Bruno Ubertini". Qui venne prodotto il siero contro la peste suina, che riuscì a debellare la malattia in gran parte dell'alta Italia e nel 1938 l'istituto produsse anche un siero contro l'afta epizootica.
Ubertini venne invitato dal governo della Colombia a fondare l'"Istituto Zooprofilattico Colombiano" di Bogotà (1954), che diresse in prima persona per 15 anni.
La città di Castel Goffredo, suo luogo natale, ha intitolato a Ubertini una via nella zona industriale, a sud della città.

## Pubblicazioni
- La diarrea bianca bacillare dei pulcini in Italia, 1930;
- La peste suina e la difesa degli allevamenti nella provincia di Brescia, 1935;
- La mastite delle bovine nella pianura padana, 1957;
- Alcune malattie diffusive dei polli: notizie e consigli pratici per combatterle, 1957
- La lotta contro la tubercolosi bovina nella pianura padana, 1960;
- Il risanamento dei bovini nella pianura padana, 1961.